# Pachypanchax arnoulti
Пахипанхакс Арно (Pachypanchax arnoulti) — тропічний прісноводний вид риб родини аплохейлових (Aplocheilidae). Отримав назву на честь Жака Арно (фр. Jacques Arnoult) на знак визнання його значного внеску в іхтіологію Мадагаскару. Крім того, Арно в 1950-х роках першим представив цю та інших мадагаскарських риб науці й акваріумістиці.
Протягом тривалого часу зразки P. arnoulti помилково ідентифікували як P. omalonotus. Тому більшість літератури, присвяченої різним аспектам біології P. omalonotus й опублікованої протягом 1955—1984 рр., насправді посилається на P. arnoulti. Те саме стосується й старої акваріумної літератури. Також до появи 2006 року офіційного опису цей вид згадувався під назвою Pachypanchax sp. nov. 'Betsiboka'.

## Опис
Максимальний відомий розмір — 5,9 см стандартної (без хвостового плавця) довжини. Максимальна висота тіла становить 20,1-25,8 %, довжина хвостового стебла 13,4-19,9 %, висота хвостового стебла 12,2-15,8 % стандартної довжини.
Pachypanchax arnoulti має найдовшу серед усіх мадагаскарських представників роду голову, її довжина становить 26,9-34,2 % стандартної довжини. Морда загострена, помірного розміру, 6,6-11,0 % стандартної довжини. Рот широкий, щілина спрямована догори. На кожній щелепі є один ряд трохи загнутих назад конічних зубів. Діаметр ока становить 7,7-11,4 %, міжорбітальна відстань 10,4-15,5 %, посторбітальна відстань 9,9-14,2 % стандартної довжини. 9-11 зябрових тичинок на першій зябровій дузі.
Предорсальна (до початку спинного плавця) довжина становить 69,5-79,3 %, довжина основи спинного плавця 10,0-16,8 % стандартної довжини. Цей плавець має 2-3 нерозгалужених і 8-12 розгалужених (всього 11-14) променів, сьомий або восьмий розгалужений промінь найдовший як у самців, так і в самок. В анальному плавці 2-3 нерозгалужених і 12-17 розгалужених (всього 15-19) променів, у самців найдовшим є дванадцятий або тринадцятий, а в самок — сьомий або восьмий промінь. Преанальна (до початку анального плавця) довжина становить 57,6-68,1 %, а довжина основи цього плавця 16,5-24,7 % стандартної довжини. Спинний та анальний плавці округлі, їхні основи вкриті лусочками. Хвостовий плавець обрізаний, але з округлими кутами, від двох третин до трьох чвертей його прикореневої частини вкриті лусками. В черевних плавцях по 1 нерозгалуженому та по 5 розгалужених променів, відстань від кінчика морди до початку черевних плавців становить 44,3-55,3 % стандартної довжини. Грудні плавці мають по 14-16 променів, а їхня довжина становить 13,3-22,7 % стандартної.
Луски циклоїдні, 29-33 лусок у поздовжній лінії, 14-15 рядів лусок у поперечному напрямку на рівні початку анального плавця. Фронтальні луски типу Е з наявністю лусочок типу H. Луски на грудях такого ж розміру, як і на боках. 2-3 ряди лусочок на щоках. 31 хребець.
Представники виду мають виразний статевий диморфізм. Самці виростають більшими за самок і мають яскраве забарвлення, яке, залежно від кута падіння світла, виглядає зеленкуватим, фіолетовим або золотавим. Спинний та нижній край хвостового плавця мають вузьку яскраву білу поздовжню облямівку. Самки дрібніші, кольори в них тьмяні, сірі або синюваті, черевце переважно біле, плавці майже безбарвні.

## Поширення
Вид поширений на заході Мадагаскару (провінція Махадзанга), є ендеміком цього регіону.
Pachypanchax arnoulti зустрічається в басейнах двох великих річок Південна Магававі (фр. Mahavavy du Sud) і Бецібука (фр. Betsiboka), а також у низці невеликих незалежних річок, які впадають у Мозамбіцьку протоку, та в озері Кінкуні (фр. Kinkony) і його озерах-супутниках, розташованих біля гирла Південної Магававі. Присутність виду в басейні Магажамби (фр. Mahajamba), що на північ від Бецібуки, ймовірна, але ще не підтверджена. Повідомлення про цей вид із басейну річки Суагані (фр. Soahany), що на південь від Південної Магававі, також потребують підтвердження. Розрахункова площа поширення виду становить 17,3 тис. км².
Ситуація зі стійкістю окремих популяцій пахипанхакса Арно є різною, але загалом чисельність цих риб сильно скоротилася з 1950-х років. Pachypanchax arnoulti все ще багато у верхній частині річки Камуру (фр. Kamoro, права притока Бецібуки), в невеликих річках, розташованих між гирлами річок Бецібука та Південна Магававі, а також в озерах у дельті Південної Магававі. Проте в багатьох інших місцевостях, де раніше пахипанхакс Арно був поширений у великій кількості, тепер його витіснили інтродуковані Xiphophorus hellerii та Gambusia holbrooki. Також багато середовищ існування виду було знищено через вирубування лісів з метою перетворення їх на пасовища для свійської худоби, що викликало масштабну ерозію ґрунтів.
В Кінкуні та навколишніх озерах-супутниках місцеві рибалки використовують дуже великі неводи з невеликим вічком для лову Sauvagella madagascariensis і Acentrogobius therezieni. При цьому в сітки потрапляє вся риба, присутня у водоймі, а це, зокрема, призводить і до зменшення популяції Pachypanchax arnoulti.

## Спосіб життя
Прісноводний вид риб. Зустрічається в широкому діапазоні середовищ існування.
Місцевість, звідки походять типові зразки, — це болото, поросле панданом (Pandanus) і драценою (Dracaena), з чистою прозорою водою, забарвленою танінами, кислою (pH 6,2), м'якою (загальна твердість менше 17,1 ppm) та з мізерною кількістю розчинених речовин (електропровідність 16 мкСм/см²). Ні нитчастих водоростей, ні судинних водних рослин тут не було. P. arnoulti був єдиним видом риб, а місцева мікрофауна включала різноманітних водних жуків (Coleoptera) та клопів (Hemiptera). Цей вид також ловили в невеликому струмку, що впадає в річку Акалімулітра (малаг. Akalimolitra, притока Бецібуки), спостерігався він і на мілині головного русла власне Акалімулітри. Вода тут була прозорою, безбарвною, з нейтральним показником рН, помірною твердістю (загальна твердість 68,4 ppm) та незначною кількістю розчинених речовин (електропровідність 34 мкСм/см²). Ані нитчастих водоростей, ані судинних водних рослин не було ні в головному руслі Акалімулітри, ні в її притоці. Крім P. arnoulti, в струмку бачили лише німфи бабок, але в головному руслі Акалімулітри синтопнічними видами риб були цихліди Paretroplus kieneri, P. tsimoly, Oreochromis mossambicus, бички Glossogobius giuris та Awaous macrorhynchus.
Харчується наземними та водними комахами.
Пахипанхаксу Арно загрожують окремі риби-хижаки, наприклад G. giuris, але найбільшу небезпеку для нього становлять рибоїдні птахи та німфи бабок.
Pachypanchax arnoulti має тривалий період розмноження, нереститься протягом усього літа південної півкулі.

## Утримання в акваріумі
P. arnoulti тримають в акваріумах вже протягом багатьох років, але до 2006 року, коли вид отримав науковий опис, цих риб ідентифікували як його родича P. omalonotus. Під такою назвою пахипанхакс Арно описаний у більшості старої акваріумної літератури.
Для утримання цих риб потрібен акваріум місткістю не менше 80 літрів. Температура 20–28 °C, pH 6,0–7,5, твердість 36-79 ppm. Відносно мирний вид. Самці регулярно б'ються між собою, але серйозні фізичні пошкодження трапляються рідко. Можна тримати пахипанхаксів Арно групою, якщо в акваріумі є достатньо схованок.
До корму невибагливі, приймають якісні сухі корми, але перевагу надають живим, це можуть бути дощові черв'яки завдовжки як риба, а також мотиль, трубковик, дафнії тощо.
За сприятливих умов цей вид неважко розмножувати. Ікру відкладають серед живих рослин, водних мохів, пучка синтетичних волокон тощо. Запліднені ікринки рекомендується переносити в окремий контейнер для інкубації.